# Тарик Рамадан
Вижте пояснителната страница за други личности с името Рамадан.
Тарик Рамадан е интелектуалец и университетски преподавател от египетски произход, роден в Женева на 26 август 1962. Неговото творчество и научна работа са насочени към философски и политически размисъл и са повлияни от исляма на Запад и в света.
Той е експерт консултант към парламента в Брюксел и участва в различни международни работни групи, свързани с исляма, теологията, етиката и диалога между религиите и различните култури, развитието и социалните въпроси.
За своите привърженици той е философ със силно слово, с което иска да покаже истинското лице на исляма. За други той е полемист и неговата полемика има двоен стандарт, когато говори за мястото на религията в лаическите общества.
Тарик Рамадан е публикувал много статии, книги и други текстове, в които излага тезите в полза на исляма като още една религия в Европа. Той призовава всички европейци и мюсюлмани да премахнат съществуващите днес бариери помежду им, да търсят път за взаимно уважение и опознаване на различните вярвания и културата, свързани с тях. Призовава мюсюлманите да се чувстват граждани и членове на демократичните общества, в които живеят и да споделят и уважават ценностите на тези общества.
Отправил е световен призив за мораториум върху телесните наказания, които се практикуват и днес в някои арабски страни, като стъпка към окончателното премахване на тези унизителни наказания. Смята, като се основава върху текстове от исляма, че е възможно тези наказания да бъдат премахнати.

## Кариера
Тарик Рмадан посещава Франция и дава конференции. Всяка година участва в конгреса на Съюза на ислямските организации във Франция. Той подписва Апела на местните жители на републиката, които обвиняват Франция, че не осъзнава историята си на колонизатор.
През лятото на 2005 г. е поканен в Университета в Оксфорд и участва в кръг мислители, основан от Тони Блеър за проблемите на исляма във Великобритани след лондонските атентати от 7 юли същата година. През 2006 г. списанието „ЮропиънВойс“ му връчва Европейската награда на годината.

## Спорове около него и критика
Сред обвинителите на Тарик Рамадан са Никола Саркози, президент на Франция, и Густаво Мануел де Аристеги и Сан Роман, испански политик, които го обвиняват в двузначност на неговото слово пред мюсюлмани и немюсюлмани. Даниел Пайп го обвинява, че отрича всички доказателства за замесеност на Бен Ладен в атентатите на 11 септември в Ню Йорк срещу двете кули близначки на Trade World Center. През 2005 британските власти му забраняват да стъпва във Великобритания. Преди това, през 1996, му е било забранено да преминава границите на Франция.
Той има разрешение да пребивава в Испания, въпреки че голяма парламентарна група в опозиция на настоящето правителство и Популярната партия са искали такава забрана. Социалистическото правителство е поканило Тарик Рамадан да участва в дебата на тема „Съюз между цивилизациите“.
През февруари 2004 г. преподава религия и води курс лекции за връзката между религия, конфликти и световния мир в Католическия университ „Св. Богородица“ в щата Индиана, което е финансирано от Института „Йоан Крос“.
През юни 2004 г. визата му е отнета от властите на страната и той е принуден да се въррне в Швейцария. Като причина правителството на САЩ изтъква увеличените мерки за сигурност в сравнение с предишните години. През 2006 г. с декларация на Държавния департамент му се забранява престой в САЩ с обвинението, че е подкрепил материално терористична организация. Между 1998 и 2002 г. е дал действително 940$ на 2 организации: Комитета за подпомагаме и помощ за Палестина и Асоциацията за подпомагане на Палестина. Трезорът на САщ включва през 2003 и организацията Хамас като опасна терористична организация. Посолството заявява, че Тарик Рамадан е трябвало да знае за тази забрана, на което той отговаря в статия „Как бих могъл да зная, след като и правителството оше не беше обявило тези организации извън закона“?
Многобройни интелектуалци като Ноам Чомски и Едуард Сайт подписват петиция срещу отнемането на академичната му свобода. На 17 юли 2009 г. е оправдан от съда в Манхатън.